# Internationale Architectuur Biënnale Rotterdam

De Internationale Architectuur Biennale Rotterdam (IABR) vestigt aandacht op de waarde van ontwerpend onderzoek, de rol van verbeelding en de ruimtelijke consequenties van het aangaan van de transitieopgaven waar we als gevolg van klimaatverandering voor staan. Dit doet de IABR via ontwerpend onderzoek, debat, dialoog en met een tweejaarlijkse tentoonstellingsmanifestatie over architectuur. 
De tweejaarlijkse internationale manifestatie over architectuur, landschap en stedenbouw, jaagt het gesprek aan over de toekomst van de stad en richt zich de grote maatschappelijke uitdagingen van onze tijd. De cultuur- en kennisinstelling vertrekt vanuit het geloof dat architecten, ontwerpers en verbeelders een cruciale rol te spelen hebben in het systemisch analyseren en verbeeldingen van alternative omgangsvormen van de gevolgen van onze planetaire klimaatcrisis en groeiende sociale ongelijkheid. Haar standplaats is Rotterdam, maar de IABR organiseert ook onderzoek, dialoog en tentoonstellingen elders, zoals eerder onder meer in Albanië, Amsterdam, Baltimore, Brussel, Dordrecht , Istanbul, Oekraïne, en São Paulo. 

## Aanleiding

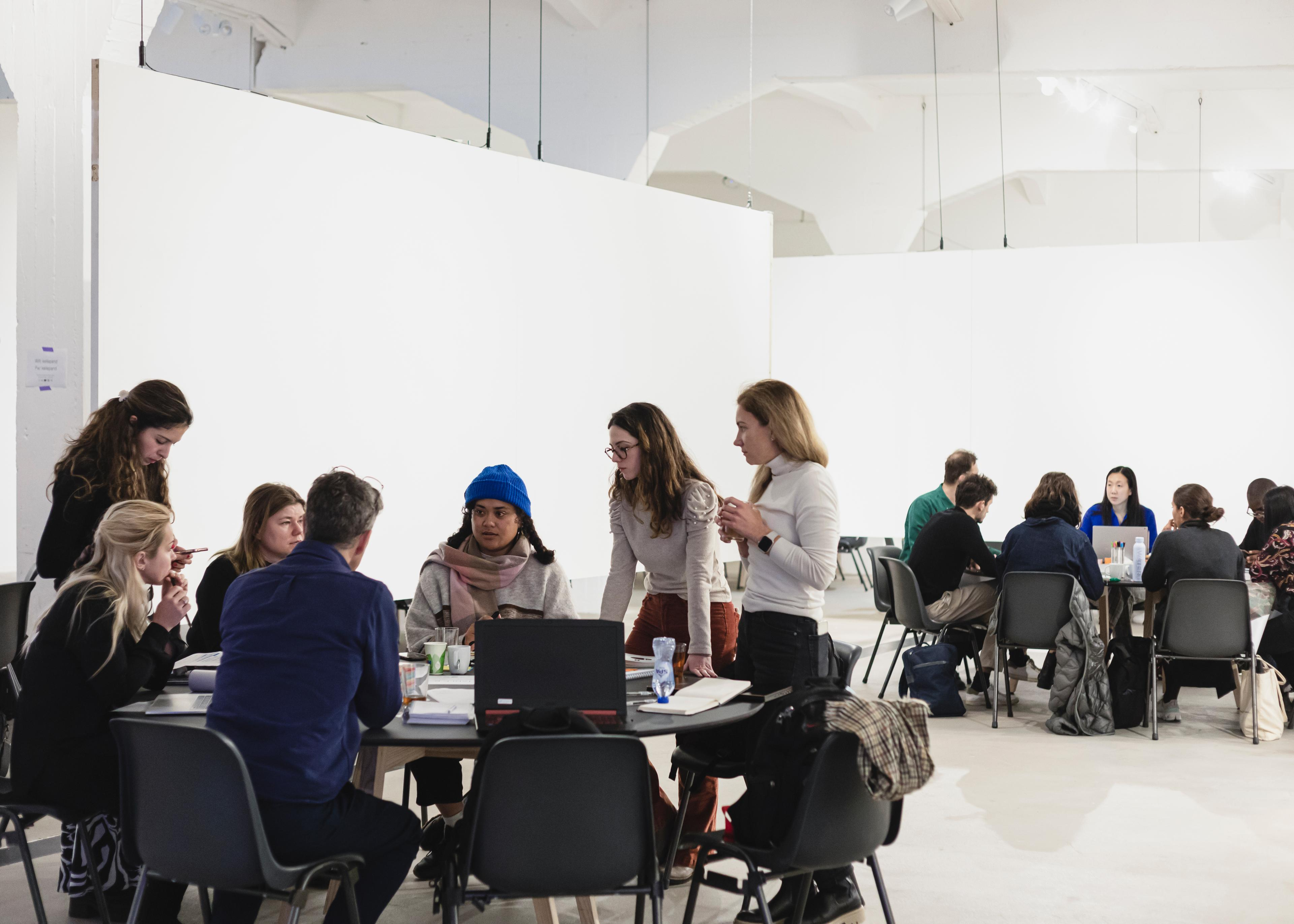

IABR richt zich met name op de toekomst van de stad, omdat in 2050 bijna 70 procent van de wereldbevolking in steden zal wonen en meer dan 90 procent van onze welvaart zal produceren – en dat moet op een duurzame manier. We kunnen de wereldwijde klimaatcrisis daarom het beste helpen oplossen in de stad – daar waar we wonen, werken en leven. Ontwerp speelt daarbij een cruciale rol: goed en duurzaam ontworpen, sociaal-inclusieve, volop weerbare steden zijn de sleutel tot de toekomst. 
De opgave is complex, urgent en helder, en we moeten optimaal samenwerken om de opgave te tackelen. De IABR heeft zich daarom vol overtuiging aangesloten bij de 2030 Agenda for Sustainable Development van de Verenigde Naties. Alle activiteiten van de IABR zijn doordesemd van de doelstelling om naar vermogen bij te dragen aan het helpen realiseren van de sociaalmaatschappelijke en de klimaatdoelstellingen van de wereldgemeenschap. 
De IABR is zowel cultuur- als kennisinstelling. In die combinatie kan zij de kracht van verbeelding en ontwerp optimaal en doelgericht inzetten voor daadwerkelijke verandering. Sinds 2009 zijn haar twee belangrijkste instrumenten de IABR–Ateliers, waar het onderzoek plaatsvindt, én de biennale zelf, het internationale culturele podium waar resultaten getoond en gecontextualiseerd worden, en het publiek debat wordt gevoerd. Het op deze manier  inzetten van de vrije creatieve ruimte, het koppelen van ontwerpend onderzoek aan publieke presentaties die op concrete toepassing gericht zijn, met open, lerende en cultureel werkproces, maakt de IABR impact in de realiteit.  

## Aanpak en uitingen
De biennale is dus geen doel maar middel. Iedere biennale is een brug van verbeelding en onderzoek naar actie, van plannen en ideeën naar begrip en maatschappelijke draagkracht. De IABR implementeert haar agenda door middel van de productie van onder meer internationale onderzoeksprojecten, tentoonstellingen, masterclasses, workshops, conferenties, lezingen, debatten, essays, website, blogs, catalogus, boeken, brochures, en films. Sinds de vierde editie, in 2009, koppelt de IABR haar ontwerpend onderzoeksprojecten, meestal in de vorm van IABR–Ateliers, steeds meer aan concrete stedenbouwkundige opgaven. In steden als Rotterdam, Istanbul, São Paulo, Brussel, Dordrecht en Utrecht, in de provincies Noord-Brabant, Groningen en Oost-Vlaanderen en samen met de nationale overheid van Albanië (Atelier Albania) was zij met doelgericht ontwerpend onderzoek in nauwe samenwerking met de lokale overheden actief betrokken bij het maken van stad. 

## Geschiedenis

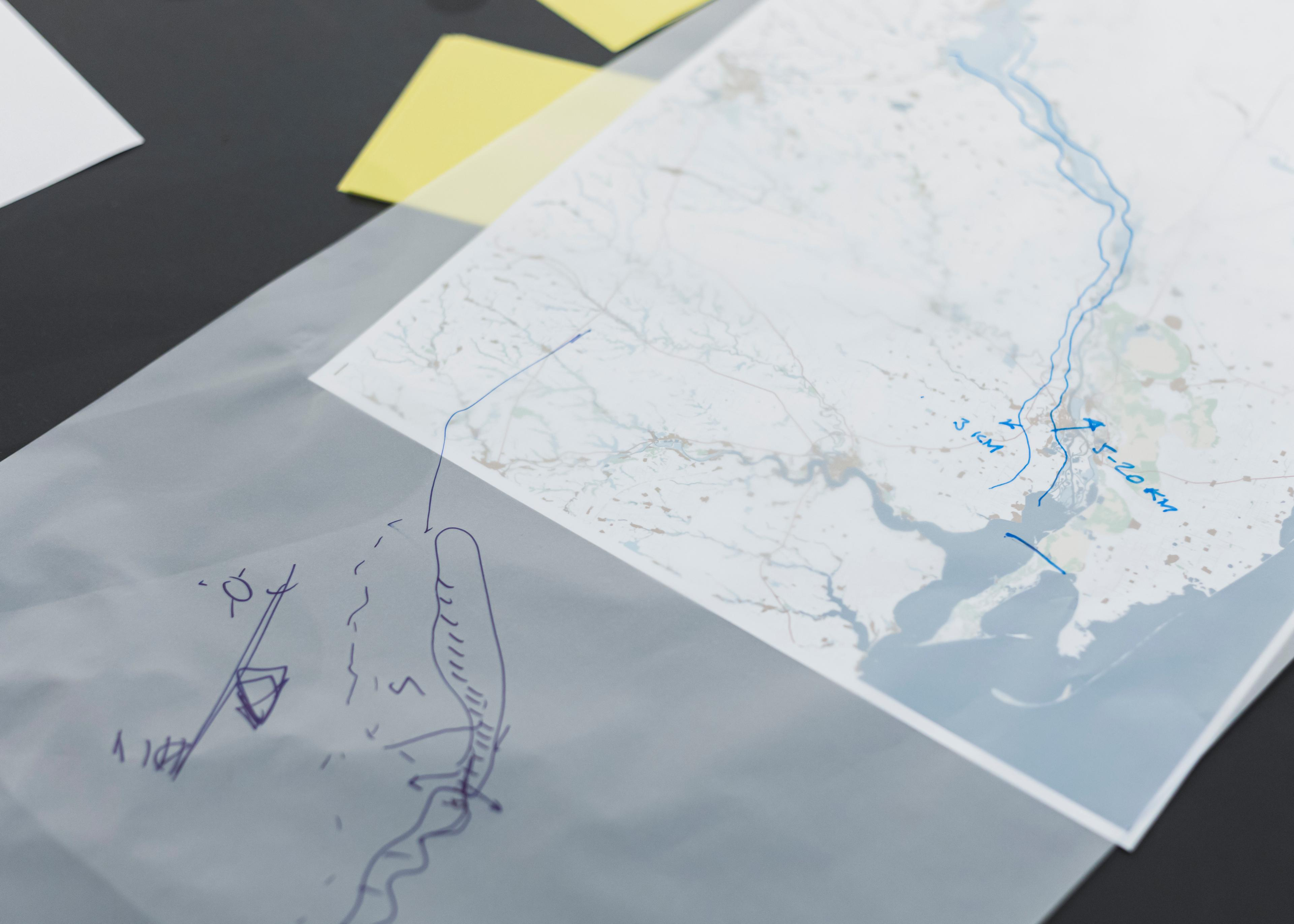

De IABR is in 2001 opgericht door Kristin Feireiss, toenmalige directeur Nederlands Architectuurinstituut Rotterdam in de overtuiging dat de disciplines architectuur, landschap en stedenbouw, van groot maatschappelijk belang zijn. De architecte Francine Houben was curator en directeur van de eerste editie van de IABR, Mobility. Als directeur werd zij in 2004 opgevolgd door George Brugmans die in 2014 bestuurder-directeur van de IABR werd. Brugmans gaf tevens leiding aan de IABR–Ateliers, was voorzitter van het curatorteam van de vijfde editie, Making City, en hoofdcurator van de negende editie, Down to Earth. Sinds eind 2021 treed Saskia van Stein als algeheel en artistiek directeur op. Van Stein is tevens hoofd docent van de Master The Criticial Inquiry Lab bij de Design Academy in Eindhoven. 

## Edities en curatoren
- 2003: Mobility: A Room with a View, curator Francine Houben (Mecanoo)
- 2005: The Flood, curator Adriaan Geuze (West8)
- 2007: Power: Producing the Contemporary City, curator Vedran Mimica, Berlage instituut.
- 2009: Open City: Designing Coexistence, curator Kees Christiaanse (KCAP, ETH Zürich). Deze editie 2009 vond plaats van 25 september 2009 t/m 10 januari 2010 in Rotterdam en Amsterdam.[1][2]  De IABR en de VPRO realiseerden samen het project Eeuw van de Stad: twee weken lang besteedde de omroep op radio en televisie, digitaal en in De Gids aandacht aan de stad, haar makers en haar bewoners.[3]
- 2012: Making City, curator team: George Brugmans (voorzitter)[4] , Joachim Declerck, Henk Ovink, Kristian Koreman & Elma van Boxel (ZUS, Rotterdam), Asu Aksoy (Bilgi University, Istanbul), Fernando de Mello Franco (MMBB, São Paulo) en Ralf Pasel (RAvB). De VPRO gaf onder de titel Leve de Stad vervolg aan het succesvolle samenwerkingsproject Eeuw van de Stad (2009): twee weken lang besteedde de VPRO op radio en televisie, digitaal en in De Gids aandacht aan de stad, haar makers en haar bewoners. Ook werden er Making City-tentoonstellingen georganiseerd in São Paulo en in Istanbul.
- 2014: Urban by Nature, curator Dirk Sijmons (H+N+S Landschapsarchitecten)[5]
- 2016: The Next Economy, curator Maarten Hajer (PBL) en tentoonstellingscuratoren Freek Persyn (51N4E) en Michiel van Iersel (Failed Architecture).
- 2018: The Missing Link, curatoren Floris Alkemade (Rijksbouwmeester), Leo van Broeck (Vlaams Bouwmeester) en Joachim Declerck (AWB).
- 2020-2021: Down to Earth, hoofdcurator George Brugmans, co-curatoren Thijs van Spaandonk (Bright/Cloud Collective/RAvB), Rianne Makkink, Jurgen Bey (Studio Makkink & Bey). Down to Earth speelde zich af tijdens de pandemie en bestond uit een serie van zeven kleinere tentoonstellingen die van september 2020 tot en met augustus 2021 werden georganiseerd in Rotterdam en Dordrecht.
- 2022: It's About Time - The Architecture of Change, onder leiding van Saskia van Stein, curatorenteam: Prof. dr. Derk Loorbach (hoogleraar Sociaaleconomische Transities, directeur van DRIFT, en hoofdonderzoeker van het platform Design, Impact, Transition (DIT) van de Erasmus Universiteit Rotterdam), Dr. Ir. Véronique Patteeuw (docent aan de École Nationale Supérieure d’Architecture et du Paysage Lille, gastdocent aan de KU Leuven en EPFL Lausanne en wetenschappelijk redacteur van OASE.) Dr. Léa-Catherine Szacka (mede-oprichter PASZA Platform voor Architectonisch Onderzoek, senior docent Architectuurstudies aan de University of Manchester en gastdocent aan het Berlage, de Technische Universiteit Delft) en Peter Veenstra Landschaps architect (mede-oprichter van LOLA Landscape Architects met Cees van der Veeken en Eric-Jan Pleijster)
- 2024: Nature of Hope, onder leiding van Saskia van Stein, curatorenteam: Janna Bystrykh (architect en onderzoeker), Catherine Koekoek (architect-onderzoeker en filosoof), Alina Paias (ruimtelijk ontwerper en onderzoeker), Hani Salih (onderzoeker en schrijver) en Noortje Weenink (ontwerper en schrijver).